# Aumâtre
Aumâtre (picardisch: Aumate) ist eine nordfranzösische Gemeinde mit 171 Einwohnern (Stand 1. Januar 2022) im Département Somme in der Region Hauts-de-France. Die Gemeinde liegt im Arrondissement Amiens (seit 2009) und ist Teil der Communauté de communes Somme Sud-Ouest und des Kantons Poix-de-Picardie.

## Geographie
Die von zwei nach Nordosten verlaufenden Trockentälern, dem Fond des Longues Raies und dem Fond du Bois Ducrocq, durchzogene Gemeinde liegt auf der Hochfläche des Vimeu rund fünf Kilometer südlich von Oisemont und 16 Kilometer nordwestlich von Hornoy-le-Bourg.

## Einwohner
| 1962 | 1968 | 1975 | 1982 | 1990 | 1999 | 2006 | 2011 |
| ---- | ---- | ---- | ---- | ---- | ---- | ---- | ---- |
| 231  | 207  | 211  | 226  | 222  | 196  | 204  | 197  |

## Sehenswürdigkeiten
- Kirche Notre-Dame